# Ribeira da Funda (Santa Cruz das Flores)
Ribeira da Funda é um curso de água português localizado no concelho de Santa Cruz das Flores, ilha das Flores, arquipélago dos Açores.
A Ribeira da Funda tem origem a uma cota de altitude de cerca de 560 metros próximo ao sopé do Alto da Cova.
A sua bacia hidrográfica drena parte da elevação do Alto da Cova, do Pico Queimado e do Alto das Barrosas.
O seu curso de água desagoa no Oceano Atlântico, depois de passar próximo do Promontório da Ponta Ruiva, entre o Ilhéu de Álvaro Rodrigues e a Fajã da Ponta Ruiva.